# St. Laurentius und Sixtus (Wiechs)

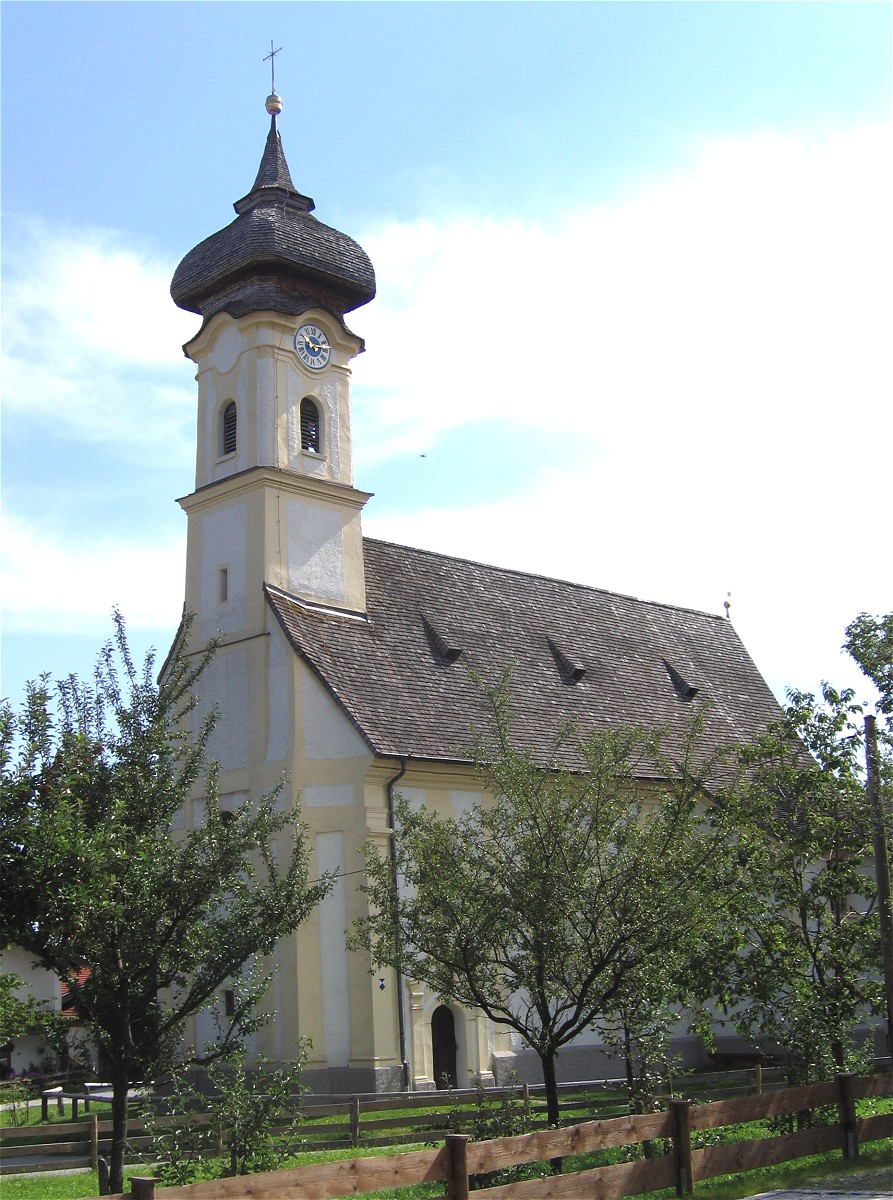
St. Laurentius und Sixtus in Wiechs

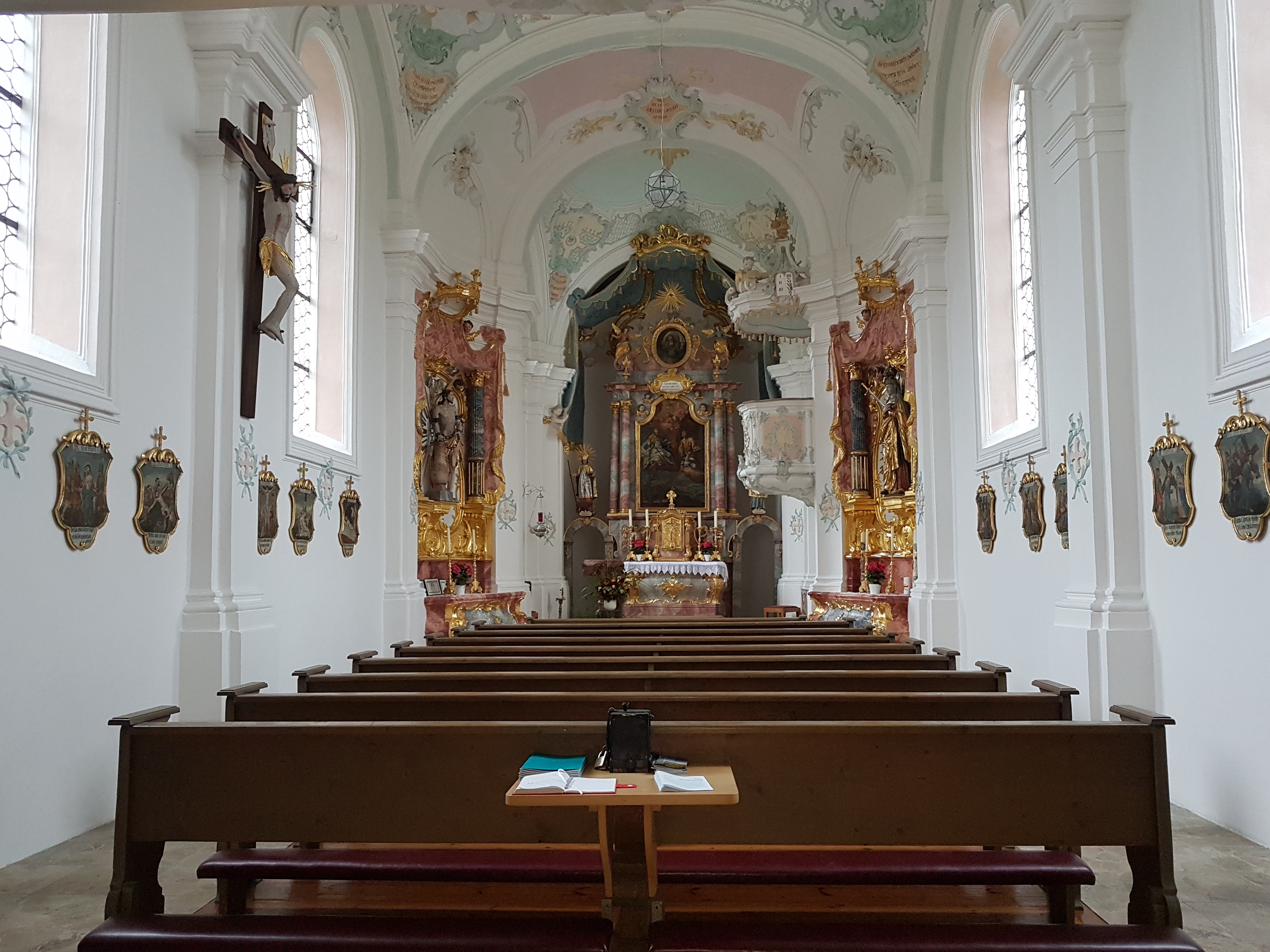
Innenraum

Die römisch-katholische Filialkirche St. Laurentius und Sixtus steht in Wiechs, einem Gemeindeteil von Bad Feilnbach im oberbayerischen Landkreis Rosenheim. Sie gehört zu den Baudenkmalen der Gemeinde Bad Feilnbach und ist in der Bayerischen Denkmalliste unter der Nummer D-1-87-129-85 eingetragen. Die Kirche gehört zum Dekanat Rosenheim im Erzbistum München und Freising und ist ein geschütztes Kulturgut.

## Beschreibung
Die im Kern spätgotische Saalkirche wurde von 1754 bis 1758 barock ausgebaut. Sie besteht aus dem Langhaus zu drei Jochen, dem eingezogenen, dreiseitig geschlossenen Chor im Osten und der Sakristei an der Südwand des Chors. Über dem Langhaus erhebt sich im Westen ein Dachturm mit Zwiebelhaube, unter der unmittelbar die Turmuhr angebracht ist. 
In dem Turm hängen zwei Bronzeglocken mit den Schlagtönen dis″ und a″. Die größere der beiden wurde 1949 von Karl Czudnochowsky in Erding gegossen. Sie hat einen Durchmesser von 625 Millimetern und wiegt 150 Kilogramm. Von der kleineren mit 532 Millimeter Durchmesser wird angenommen, dass sie aus dem 15. Jahrhundert stammt.
Der Hochaltar wurde um 1758 gebaut. Auf dem 1761 von Sebastian Troger gemalten Altarbild sind die Kirchenpatrone, die Heiligen Sixtus und Laurentius dargestellt, die Christus im Himmel erwartet, Papst Sixtus mit seinen Insignien, der von Engeln gehaltenen Tiara und einem Kreuzstab. Vor Laurentius ist der eiserne Grillrost zu sehen, auf dem er im Jahr 258 den Martyrertod erlitt. Er war Diakon von Papst Sixtus, der drei Tage vor Laurentius‘ Tod enthauptet wurde. 1845 wurde das Gemälde von Balthasar Fröhl aus Feilnbach überarbeitet und restauriert. Aus dem runden Bild im Giebelstück des Altars schaut Gottvater herab. Über den seitlichen Durchgängen des Altars stehen die Statuen des heiligen Korbinian und des heiligen Stephanus.
Auf der Empore steht eine Orgel mit sechs Registern, die Josef Wagner 1844 baute.